# Колодін Іван Федорович
Іван Федорович Колодін (рос. Иван Фёдорович Колодин, 16 березня 1788, Санкт-Петербург? — після 1838, Крим?) — вихованець і учень архітектора А. Н. Вороніхіна і його наступник на посту архітектора Казанського собору.

## Біографія
Незаконнонароджений син колишньої кріпосної Пелагеї Колодіної і якогось Штикова. У 1800 вступив до Імператорської академії мистецтв за рекомендацією і на кошти Андрія Вороніхіна. У 1809 році зайняв місце архітекторського помічника в Комісії з побудови Казанського собору з чином 14 класу. Після смерті Вороніхіна із 1814 до 1818 займався «приведенням у ясність» рахунків Комісії як архітектор. У 1813 в Будівельному комітеті Міністерства внутрішніх справ отримав посаду кам'яного майстра. До 1820, залишаючись формально на посаді, займався приватними роботами для Строганових та їхніх родичів Апраксіних в Санкт-Петербурзі і його околицях. З 1820 року відряджений на південь імперії, зокрема, до Криму для проведення різних робіт, наприклад, ремонту палацу в Бахчисараї. З цього часу жив у Криму. У 1822 році став кавалером ордена св. Анни 3 класу. До 1832 одружений не був. Остання згадка у 1838 році як про другого архітектора Південного берега Криму, помічника швейцарського архітектора Карла Ешлімана. Колодіна супроводжував Яків Колодін, судячи з усього, рідний брат, що також служив у Будівельному комітеті, а потім опинився в Криму.

## Творчість
У 1813 році перебудував в Саратові будинок купця М. А. Устинова в стилі класицизму (нині Саратовський краєзнавчий музей). Графічна манера креслень повторює Вороніхина. З того ж часу почав роботу з проектування знову закладеного маєтку Мар'їно під Санкт-Петербургом для графині С. В. Строганової. Пошук рішення головного будинку тривав до 1817 (побудований в 1818, зберігся). У 1815—1816 роках проектував також менш значні будівлі для садиби, зокрема, церковний будинок, житницю, оранжерею і ферму (відомі за кресленнями), а також паркові споруди. У середині 1810-х ремонтував головну будівлю Строганівської дачі в околицях столиці та Строганівський палац в Санкт-Петербурзі. У 1814 році був запрошений Апраксіними для реконструкції їх садиби на Марсовому полі в Санкт-Петербурзі. Зробив для них шість аркушів (Державний історичний музей). Доля проектів невідома.
У 1822—1823 роках реставрував ханський палац у Бахчисараї після пожежі 1818 року і ця його діяльність була визнана сучасниками невдалою. Михайло Кладо займався будівельними роботами, унтер-офіцер Дорофєєв займався живописом. Дорофєєв виконав розписи зовнішніх стін геометричними візерунками, букетами і квітковими гірляндами. Він же зафарбував розпис, виконаний Омером. У результаті цього ремонту був спотворений первісний вигляд палацу. За вказівкою Колодіна були знесені: Зимовий палац, лазневий комплекс та інші споруди.
У Сімферополі будував міський собор (1820—1829, за проектом І. Шарлеманя, знесений у 1930), губернські присутствені місця, Таврійське губернське правління, «будинок підполковника О. С. Таранова-Белозерова» (1822—1826, Колишній будинок Таранова-Білозьорова «для прочан» був одним з перших капітальних будівель Сімферополя і безкоштовних медичних установ у той час. Нині — Сімферопольський медичний коледж імені Д. І. Ульянова), будинок Таврійського цивільного губернатора (1835).